# Didymozoum triseriale
Didymozoum triseriale är en mossdjursart som först beskrevs av Philipps 1900.  Didymozoum triseriale ingår i släktet Didymozoum och familjen Farciminariidae. Inga underarter finns listade i Catalogue of Life.